# Historia del departamento de Ucayali

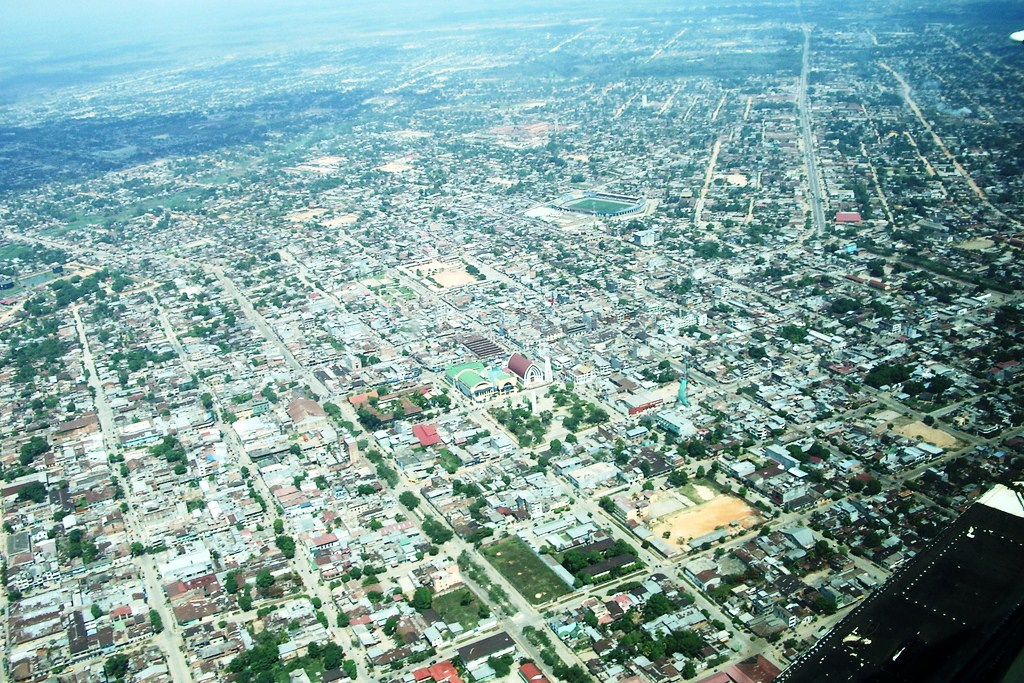
El centro urbano de Pucallpa, era uno de los centros poblados más antiguos en fundarse. No existe información acerca de su fundación oficial, aunque si tuvo documentos relacionados con la creación del distrito de Callería.

La historia sobre el departamento de Ucayali se inició hace 4000 a. C. Sus primeros habitantes fueron de la familia Arawac, con la llegada de migraciones del estilo de la cerámica Barrancoide, del Bajo Orinoco, Venezuela. Este pueblo no se radicó en donde es hoy Pucallpa sino en donde se encuentran actualmente las CCNN Shipibo-Conibo de Santa Clara y San Francisco de Asís de Yarinacocha, en el Ucayali Central. El antropólogo Donald Lathrap hizo excavaciones en 1956, en un montículo que se encontraba a 500 metros de la orilla del lago actual de Yarinacocha, descubriendo en la capa más profunda fragmentos de cerámicas del estilo Barrancoide, llamando al yacimiento Tutishcainyo Temprano UCA-6, de hace 4000 años de antigüedad.
Donald Lathrap encontró en Uca-2 en donde está la CCNN de San Francisco de Asís, la cultura de Tutishcainyo Tardío. Luego Shakimu Temprano y Tardío, la Cultura de Hupa-Iya y la cultura de Yarinacocha, todas estas del grupo Arawac. 
Por el año 300 d. C. hubo una ola migratoria muy diferente a la cultura Arawac, a la cual se la emparentó a los proto  Pano, llamada cultura Pacacocha. Este periodo se dividió en tres: Pacacocha, Cashibocaño y Nueva Esperanza. Las mismas que evolucionaron y formaron la cultura Cumancaya, cuyo pueblo se situó en el lago de Cumancaya Cocha en el Alto Ucayali. Este pueblo dominó la cuenca del Ucayali por 400 años. En el sitio de Cumancaya UCA -22, evolucionó y se mezclaron 3 estilos de cerámica: Pano, Arawac y Tupí-Guaraní, estos últimos llegaron por 1200 d. C.
Al terminar este periodo de evolución apareció lo que hoy llamamos la cultura Pano por los años 1400, con sus diferentes subgrupos, algunos se han extinguido o formaron a ser parte con otros del grupo Pano. Distinguiéndose entre ellas la Cultura  Shipibo-Conibo-Shetebo con sus pequeñas variantes que luego se homogeneizaron en la época actual.
El cambio de provincia a departamento o región fue durante su anuncio el 13 de octubre de 1980, a causa de una petición pacífica por parte de pucallpinos donde fue conocido como el Pucallpazo.
Lamentablemente, la poca dedicación del Estado en el control de comunidades nativas generó controversia. En 1990, lugares como la provincia de Atalaya o de Purús tuvieron difícil acceso a servicios básicos, ofrecer alimentación.  Según el activista Pedro García-Hierro, abogado de la Universidad Complutense de Madrid, publicó una serie de denuncias que evidenciaban la violación territorial y cultural por parte de terceros industriales. El departamento de ucayali fue fundada el 18 de junio de 1980.

## Orígenes nativos

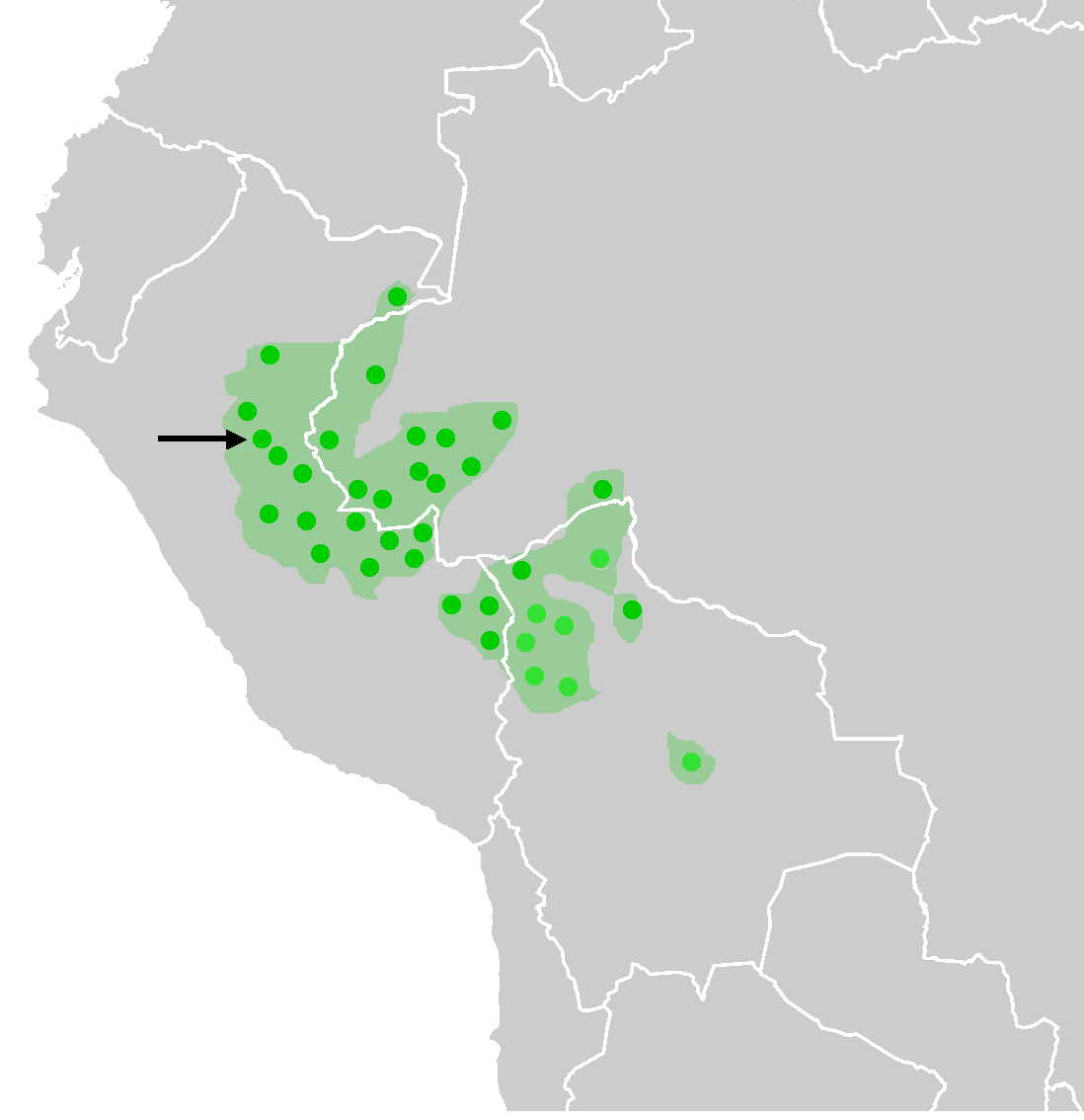
Ubicación donde estuvieron la cultura Shipiba (flecha) y la Pano (puntos verde).

Antes de la colonización europea de Sudamérica, toda la selva era habitada por nativos. La colonización fue muy difícil debido a las enfermedades que ocurrían o a los ataques de desconocidos, por lo que no hubo suficiente información por parte de los europeos para saber cómo vivían. En el siglo XV comenzaron las exploraciones. Los primeros franciscanos empezaron a fundar poco a poco las aldeas entre el río Ucayali y el río Perené.
Pucallpa se originó en la selva central (entre los países actuales de Perú, Brasil y Bolivia). Allí existía la etnia Shipibo-Konibo, uno de los grupos indígenas del oriente peruano, perteneciente a la familia lingüística pano y que habitaban en las márgenes del río Ucayali y sus afluentes Pisqui, Callería, y Aguaytia y a orillas de los lagos Tamaya y Yarinacocha. A veces se considera que el territorio shipibo está río abajo del Ucayali y río arriba la cultura conibo, pero en realidad hay comunidades de ambos grupos en las dos zonas porque se han mezclado entre sí. Los shetebo, una cultura antigua que vivían debajo de Contamana, ahora se encuentran integrados a los shipibos. En esa época la población era de unas 25 000 personas, repartidas entre 108 caseríos o comunidades nativas. El ambiente era muy ecológico y simplificado, manteniéndose conservado durante años. Las casas eran de hojas de palmeras y ventiladas y vivían en el bosque. Sus difuntos eran enterrados secretamente en vasijas en sus propias casas. Sobrevivían de la pesca, y utilizaban plantas medicinales como recetas médicas.
El límite de ambas tribus se encontraba aproximadamente donde hoy se halla establecida la ciudad de Pucallpa. Entre 1811 y 1817, el mapa de las misiones registraba a estas zonas como áreas pobladas por cunibos, campas, cashibos, shipibos y piros. Pero la parte específica que hoy es Pucallpa estaba poblada de shipibos y se tenía conocimiento que esta zona era un gran bosque. En 1830, en el mapa del padre Sobreviela, se identifica a la zona de Pucallpa como región dominada por los shipibos, aunque no se supo para que servía o como se comunicaban, siendo algo imposible para los españoles que tenían desigualdad de creencias, o costumbre poco a su realidad.
Aquí se menciona a los Campas (una de las tribus más numerosas de la selva), los Piros y los Cunibos (de la gran familia de los Panos), que no han variado sus costumbres y en épocas pasadas tuvieron gran preponderancia y se impusieron a otras tribus por su cantidad y coraje. El distintivo de la tribu Conibo es el pánchaque. El pánchaque es el achatamiento de la frente de los niños de ambos sexos con una tableta sobre la que se coloca una almohadilla de arcilla, adaptable al niño. Los Shipibos alguna vez dominaron el Ucayali. Los Cashibos, que eran antropófagos, con cierta frecuencia hacían excursiones a otras tribus vecinas para robar con violencia. Los Cocamas, la tribu más dócil, fueron los primeros en ser catequizados por los Jesuitas.

## Edad Media y Moderna

### Colonización por los franciscanos
Los primeros viajes que se registraron hacia la localidad fueron los realizados por los sacerdotes pertenecientes a la Iglesia católica. Estas exploraciones fueron ordenadas por el Virrey Francisco de Toledo, previa comunicación con los nativos. Sus expediciones se iniciaron a partir de mediados del siglo XVII, lo que llevó a la fundación de numerosas comunidades desde el norte de la selva peruana y se propagó por muchos lugares.
En el libro Pucallpa y el Ucayali (de la edición de 1986) menciona la bitácora de la expedición que realizó el religioso Frenando Pallares a todo el río Ucayali el 22 de junio del año 1854, indicando que esa ciudad no nominada encontró ocho familias y tres párvulos shipibos. Estos fueron los colonos y los nativos que residían en dicha localidad en aquel tiempo. Esta sería la primera referencia documental sobre la existencia de la ciudad de Pucallpa, que aún no alcanzaba la categoría de aldea. En los siguientes años, otros sacerdotes dejaron constancia escrita de sus viajes por la Amazonia peruana y de sus pasos por la ciudad de Pucallpa. Así, el padre Vicente Calvo, entre los años 1857 y 1859, llegó a Pucallpa en un viaje de búsqueda de una comunicación entre Huánuco y Ucayali.

### Fundación en laEra del caucho
En el Libro “Gran Enciclopedia de la Región Ucayali” Impreso por Editorial Bruno, cuyo autor es el Periodista Luis Vivanco Pimentel, se indican datos que ayudan a esclarecer acerca de la Historia de la Fundación de la Ciudad de Pucallpa, de las Páginas 198, 199 y 200 se transcribe: “Documentos Históricos” En la Revista Histórica de Lima, se publicó en 1909, un relato de la Expedición que el Padre Fernando Pallares, Prefecto de Misiones, realizó en el Río Tambo, Alto y Bajo Ucayali, en el año 1854, dice: “Llegué a Pucallpa y encontré ocho familias y tres párvulos Shipibos”, Esta es la primera referencia exacta e indiscutible, que se tiene en documento escrito sobre Pucallpa y esa referencia establece precisamente que su historia es bastante anterior a la llegada de quienes se les considera como Fundadores o Pioneros. Posteriormente en diciembre de 1867, el Prefecto de Loreto Benito Arana efectúa una expedición por los ríos, Ucayali, Pachitea y Palcazu, visitan la misión religiosa que fundara el Misionero Vicente Calvo, dice: “En diciembre de 1867 paramos en Pucallpa, donde el señor José Gordon había acopiado leña; pero la excesiva corriente y fuertes remolinos, que hay por esos sitios nos obligó a pasar adelante”; Esta referencia que es comprobable en los documentos (Memorias de Benito Arana), señala ya el nombre de una persona mestiza que vive en la zona y que tenía una actividad económica considerable, 20 años antes de la fecha que se señala como inicio o Fundación de la Ciudad de Pucallpa. El 20 de junio de 1879 en el Villorrio Pucallpa, el Padre Agustín Alemany, Bautiza a Bonifacio Tello, hijo de Gregorio Tello García y de una mujer de la Tribu Amahuaca, su Padrino fue el Señor Benito Flores. En ambos caso se refiere del Cashaponal o Pucallpa de la orilla derecha del río Ucayali, en donde Gegorio Tello García era patrón junto con Antonio Maya de Brito. Posteriormente en el año 1888 y no antes, envueltos por la euforia del Caucho y el Comercio, arriban a Pucallpa los ciudadanos Agustín Cauper Videira (Brasileño) y Antonio Maya de Brito (También Brasileño) y otros de San Martín. En el año 1901 se establece el Primer Concejo Municipal de la Ciudad de Pucallpa, en Sesión de Concejo Municipal el Alcalde Pedro Pablo Gaviria Saldaña a sus Regidores Municipales Antonio Maya de Brito y Agustín Cauper Videira les otorga el Título de “Fundadores de la Ciudad de Pucallpa”. La Historia Tradicional estima que la Fundación de Pucallpa fue el 13 de octubre de 1888 que coincide a su semana jubilar, una festividad de esa ciudad. La identidad del fundador es discutida por la municipalidad, pues se atribuye el honor a tres personas: el peruano Eduardo del Águila Tello (nacido en el San Martín) o los brasileños Agustín Cauper Videira y Antonio Maya de Brito. Algunas organizaciones y personalidades de Pucallpa están gestionadas conforme a la documentación histórica existente, para que también se declare como “Fundadores de la Ciudad de Pucallpa” a los Sres. José Gordon (1867), Gregorio Tello García (1879-Tío de Eduardo del Águila Tello y trabajaba como patrón con su socio Antonio Maya de Brito), quienes habitaban en el Cashaponal o Pucallpa de la orilla derecha, mucho antes de la llegada a partir del año 1883, de las personas de Antonio Maya de Brito (1883) y Agustín Cauper Videira (1884), quienes siendo Regidores del Primer Concejo Municipal, fueron declarados por su Alcalde Pedro Pablo Gaviria Saldaña como “Fundadores de la Ciudad de Pucallpa”; y de Eduardo del Águila Tello, (Hijo de Candelaria Tello García y sobrino de Gregorio Tello García), el mismo que llegó en 1883 y se estableció en Yarinacocha. Por el momento, no se ha establecido una fecha fija de fundación, porque no fue producto de un acto de asentamiento, sino de un paulatino proceso de población y acantonamiento de colonos. Las fuentes orales señalan que, a partir de la década de 1850, empezaron a llegar los primeros colonos a esta localidad, aunque ya existía un pequeño asentamiento nativo.

## Edad Contemporánea

### Urbanización de Pucallpa

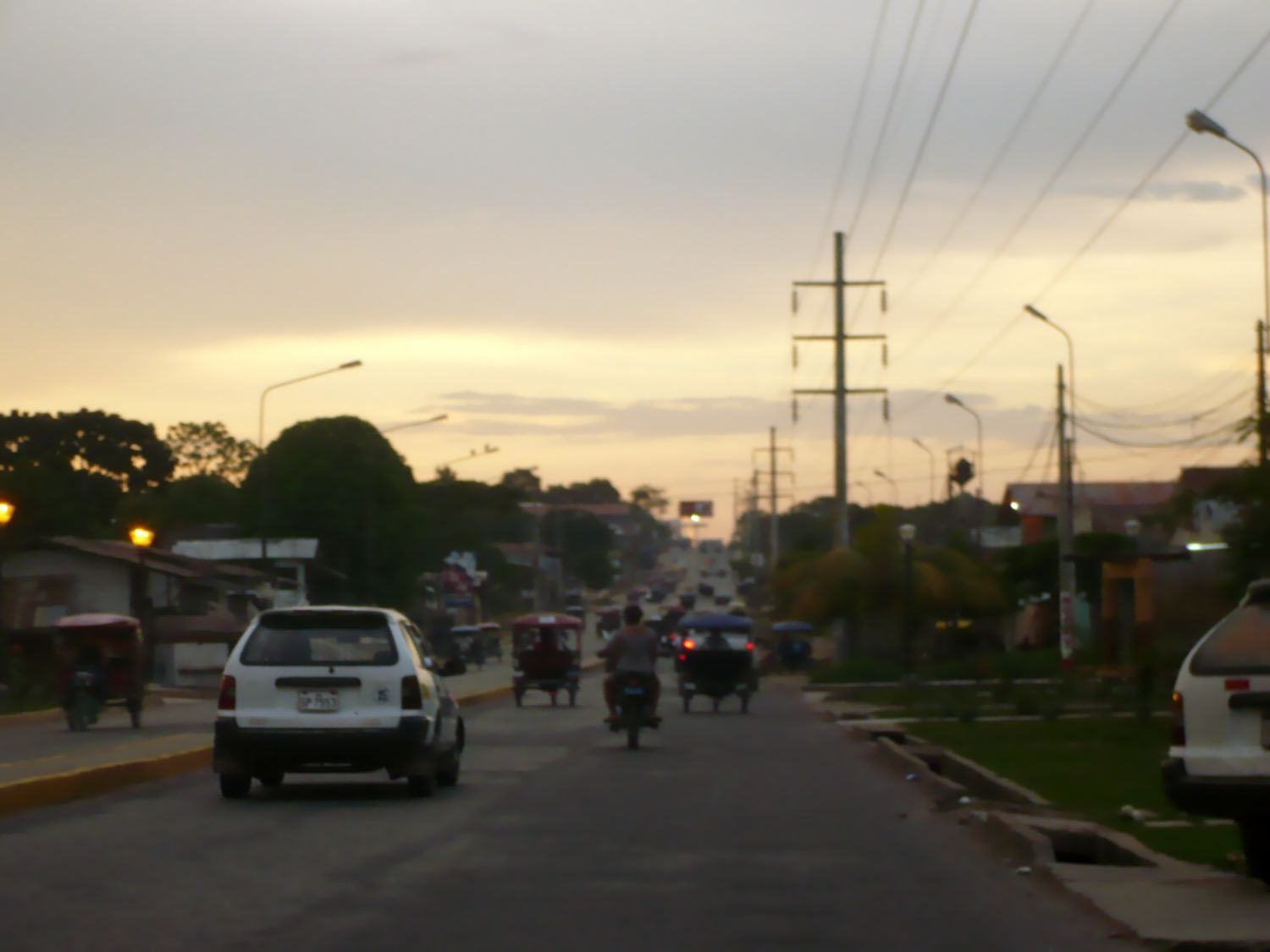
VLa avenida Yarinacocha fue uno de los cambios más importantes donde formó la unión de ellos.

Durante esta época hubo referencias al investigador italiano Antonio Raimondi, que visitó Pucallpa en 1860. Así mismo, en 1862, el "Censo de la provincia litoral de Loreto", editado por la colección Larraburre y Correa, hace referencia entre las ciudades, villas, pueblos y aldeas amazónicas del Perú, al pueblo pucallpino, con una población poco más de medio centenar de personas, que equivalía a 20 casas familiares, siendo insuficiente para se una caserío. Después de la proclamación de la independencia en Lima su expansión a ciudad no fue fácil para su población. En 1848 se tuvo la idea de atraer extranjeros, y en 1853 los primeros 13.000 colonos que habitan desde Pozuzo y otros lugares llegaron por las facilidades migratorias otorgadas por el acuerdo del presidente Ramón Castilla en 1849.

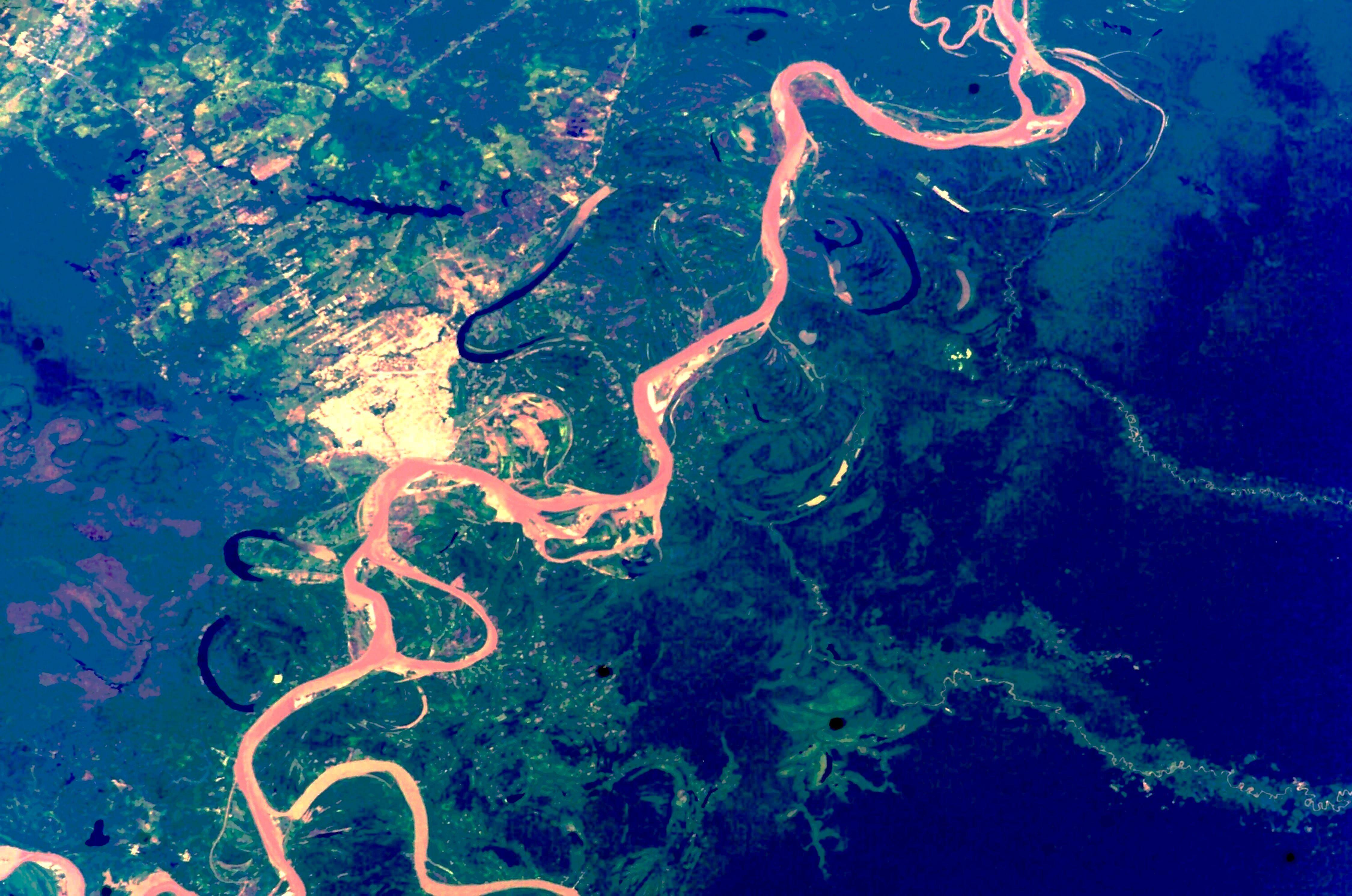
Vista aérea de Pucallpa, tomada por la NASA en el 2002.

Tiempo después se crearon zonas aledañas que anexaron su expansión a la nueva ciudad. Una de ellas es San Jerónimo, provincia de Huallaga, del departamento de Loreto, creada en año 1900. Sin embargo, en 1912 las constantes erosiones causadas por la corriente del río Ucayali amenazaron la capital San Jerónimo, por lo cual Pucallpa es nombrada nueva Capital del Distrito de Callería y ambas zonas son fusionadas. Con el advenimiento de la energía eléctrica, en 1928 el Padre Ignacio Aguerrizábal instala el primer generador de luz, para dotar de energía eléctrica a la Iglesia y los lugares adyacentes, y asimismo promueve la conformación actual de la ciudad y la nomenclatura de las avenidas y calles.
A partir de la actividad de Félix del Águila Córdova (hijo de Eduardo del Águila Tello) Pucallpa pudo ser considerado como caserío. Aunque desde 1934 existía la idea, empezó como un campamento. Después de trabajar de niño como agricultor, Félix viajó a Iquitos para sobrevivir, pero casi inmediatamente se trasladó al territorio actual junto con su esposa, mudándose con toda su familia años más tarde. Su motivación fue buscar una forma de crear un caserío, que finalizó el 16 de octubre de 1964 con la creación del distrito de Yarinacocha. Este distrito dividió la ciudad tomando el lago del mismo nombre y con el tiempo se pudo desarrollar el caserío San José, anexo del distrito de Yarincocha, donde están las comunidades nativas.

### Terrorismo en la selva

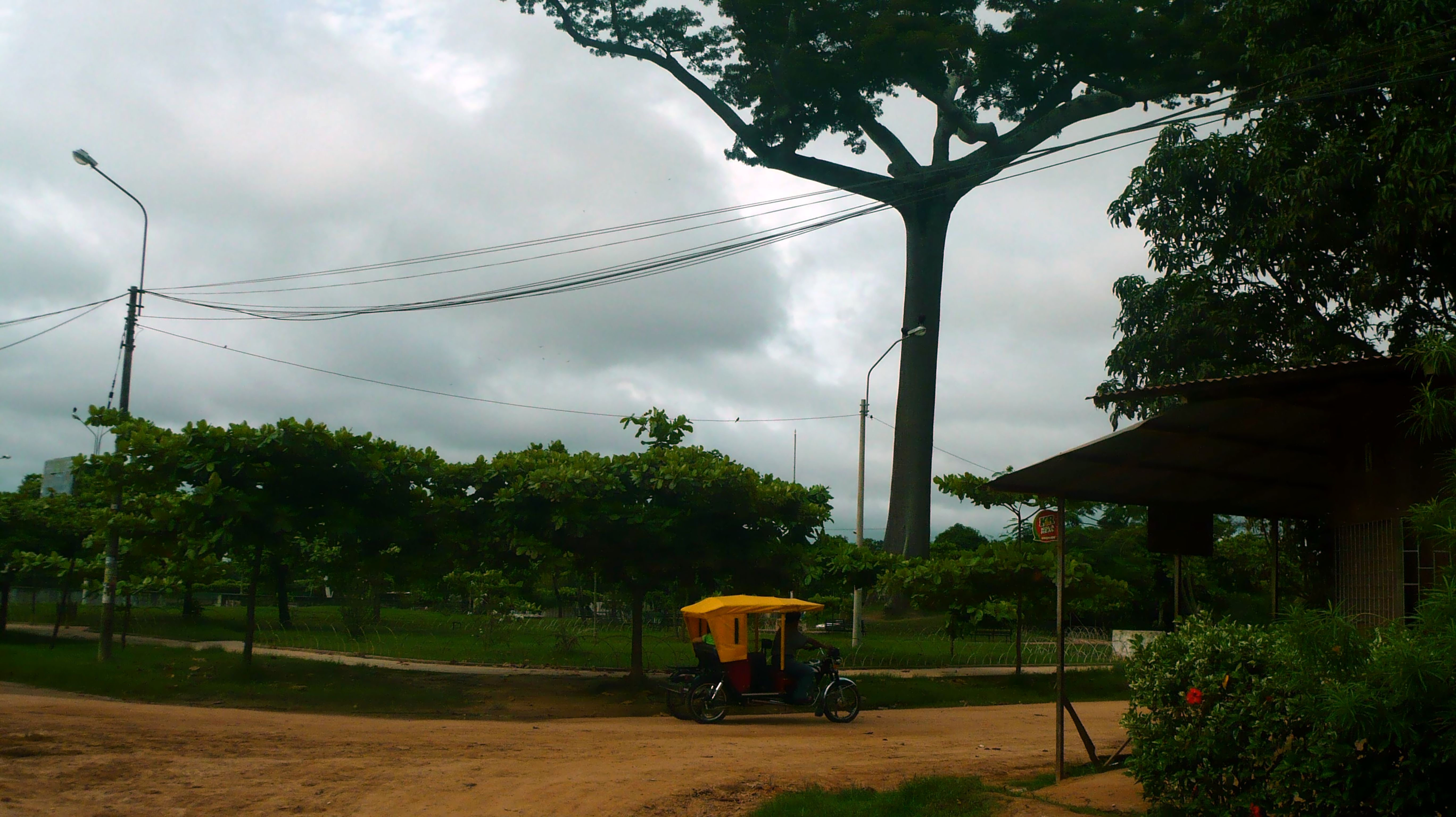
Este es el árbol ceiba pentandra llamado La Lupuna, donde hubo atentados terroristas.

En la década de los 80 hubo atentados terroristas de grupos como el MRTA y Sendero Luminoso. Pucallpa era un centro muy pobre, con una población insuficiente para ser ciudad (es decir, era un caserío). Fue centro de ejecución de homosexuales desde Tarapoto (en el departamento de San Martín). Otros decían que se venían de la localidad de la Lupuna, ubicada en el lateral derecho de la 26.a cuadra de la Avenida Unión.

La violencia comienza a llegar a la zona a mediados de los 80. MRTA realizaba acciones y [Sendero] asesinaba a los que [estaba en su contra], dejando letreros sobre los cadáveres, colgados [desde] la Lupuna, (...), según los pobladores, de que muchos migraron a Iquitos (...)
Archivo almacenado por la Comisión de la Verdad y Reconciliación buscando la reflexión.

Esto no duró mucho tiempo, debido al progreso constante y a que se declarase el Estado de Emergencia en el departamento, produciendo una de las principales expansiones de las guerras senderistas. El Comité de Defensa de los Derechos Humanos de Ucayali y la Iglesia pudieron solucionar el problema, que terminó en la década de los noventa con la migración del departamento de Huánuco donde seguía la protesta. A pesar de ello, seguían preparados para nuevos atentados.

### Revoluciones
Durante las décadas de los 50 hasta los 80, se dieron marchas y protestas por reclamos en mejoras de la calidad de vida de la población de las antiguas localidades poco importantes. A esta lucha por independizar el departamento se lo llamó Pucallpazo. La causa más importante fue la dependencia de Loreto. Debido a eso se desarrolló gradualmente la provincia de Ucayali (perteneciente a Loreto, siendo su capital Iquitos). Hubo dos períodos de protesta (1956-1978 y 1979-1980).
En el primero se logró la pavimentación de algunas calles, se inició la construcción del hospital del IPSS, la creación del Comité de Desarrollo de Coronel Portillo (CODECOP), que es la antesala para la creación del departamento, la construcción de la terminal fluvial y la ampliación de los servicios de agua potable y desagüe en Pucallpa. El comité de Coronel Portillo, es la antesala para la creación del departamento de Ucayali.
Unos meses después, con la participación de la ciudad hubo una nueva participación en el segundo Pucallpazo, cuales causas fueron:
La poca ejecución extrajudicial de trabajadores hacia esta localidad. El pago innecesario de impuestos, por lo que dejaron en la pobreza. Falta de herramientas para elaborar en la localidad (para ser una ciudad), pues la mayoría de las actividades, como la ejecución de los presos, se tenía que ir a su capital.
Esta última protesta que duró un año, permitió la administración autoritaria para evitar las complicaciones de trabajo. Uno de sus mayores logros fue que el 22 de junio de 1980, el arquitecto Fernando Belaúnde Terry, virtual presidente constitucional de esa época, se pronunciase favorablemente por la creación del departamento. La protesta terminó dos días después en las fiestas de San Juan.
Por la Ley Nº 9815 del 2 de julio de 1943, se creó la Provincia de Coronel Portillo (antiguamente la provincia de Ucayali) que seguía dependiente del territorio loretano, y se estableció Pucallpa como su capital provincial. Mediante la ley N° 23416 del 1 de junio de 1982, creado mediante Ley 23099 se creó el departamento de Ucayali. del 18 de junio de 1980, sobre las bases de las provincias de Ucayali y Coronel Portillo, el pueblo loretano se alzó en protesta y a pesar de que sentía el dolor de perder a la provincia de Coronel Portillo  decidió manifestar su descontento y pedir que vuelva la provincia de Ucayali a la administración regional de Loreto, generando algunas escaramuzas entre estos dos departamentos por la tenencia de Ucayali, fue recién en 1984 que el gobierno reincorporó la provincia de Ucayali a Loreto con la condición de que deben aceptar la creación del nuevo Departamento de Ucayali Con este hecho, Pucallpa fue elevada a la categoría de capital departamental, situación que mantiene desde entonces.
Posterior a ello sucedió el 3.er. Pucallpazo, conocido como Ucayalazo ocurrió en el año 2007, debido a los problemas del manejo de tierras cuya explotación con fines de lucro iban a entregar a otros países. Este evento nacional, dirigido por Rómulo Thomas Panduro del Frente de Defensa de Ucayali (FREDEU), empezó por las propuestas de las leyes 977 y la 978 del Congreso Peruano. Las mismas proponían vender el sector amazónico a empresas que dañarían el ecosistema. Esta marcha no duró más de un mes.